# Puente Genil
Puente Genil és un municipi de la província de Còrdova, Andalusia, Espanya.

## Demografia
| 1996   | 1998   | 1999   | 2000   | 2001   | 2002   | 2003   | 2004   | 2005   | 2006   | 2011   | 2021   |
| ------ | ------ | ------ | ------ | ------ | ------ | ------ | ------ | ------ | ------ | ------ | ------ |
| 27.472 | 27.918 | 27.825 | 27.909 | 27.843 | 27.720 | 28.139 | 28.396 | 28.543 | 28.639 | 30.304 | 29.848 |

## Personatges il·lustres
- Manuel Reina
- Juan Rejano
- Ricardo Molina
- Miguel Romero
- Fosforito, cantaor.
- Jiménez Rejano, cantaor.
- Víctor Sojo (jugador de hockey)
- Edu Aguilar (Jugador de hockey)
- Rafael Pozo (sacerdot caputxí)
- Manuel Polinario, "Poli", (1943-), futbolista
- Miguel Ríos García (1959-), maratonià